# Eclipse (소프트웨어)
Eclipse(이클립스)는 자바를 비롯한 다양한 언어를 지원하는 프로그래밍 통합 개발 환경이자 프로그래밍 도구이다. 현재는 OSGi를 도입하여, 범용 응용 소프트웨어 플랫폼으로 진화하였다.
자바로 작성되어 있으며, 자유 소프트웨어이지만 막강한 기능을 자랑한다. 2004년과 2005년에 졸트 어워드(Jolt Award)를 수상했다.
식(蝕)을 뜻하는 이클립스란 이름은 자바를 개발한 회사의 SUN(재단)이란 이름을 염두에 두었다는 말도 있어 2003년도에 썬 마이크로시스템즈는 이클립스 재단에 참여하지 않았던 이유 중의 하나였지만 2005년도에 열린 EclipseCon의 키노트에서 Lee Nackman은 그 목적은 원래 마이크로소프트와 비주얼 스튜디오 생태 시스템을 겨냥한 것이었다고 말했다.
원래 IBM의 웹스피어 스튜디오 애플리케이션 디밸로퍼(WebSpheare Studio Application Developer)란 이름으로 개발되었던 것인데, 엔진부분을 오픈소스로 공개한 것을 기반으로 지금의 이클립스로 발전해 왔다.
C/C++ 개발자용, 자바 개발자용, 웹 개발자용 등 다양한 배포판이 존재한다.

## 역사
이클립스는 스몰토크 기반 비주얼에이지 계열의 통합 개발 환경(IDE) 제품의 영향을 받았다.

### 라이선스
이클립스 퍼블릭 라이선스(Eclipse Public License, EPL)는 이클립스 프로젝트 출시에 사용되는 근본적인 라이선스이다. 일부 프로젝트는 듀얼 라이선스를 요구하여 Eclipse Distribution License(EDL)가 사용되는데 케이스 바이 케이스 기준으로 고려되어야 한다.

### 이름
2003년 IBM의 래셔널 디비전의 CTO 리 낵먼(Lee Nackman)에 따르면 당시 적어도 2001년부터 쓰인 식(蝕)을 의미하는 "이클립스"(eclipse)라는 이름은 썬 마이크로시스템즈의 말장난은 아니었으며 명명 당시 제품의 주요 경쟁 제품인 마이크로소프트 비주얼 스튜디오에 대항하여 해당 제품이 가려지게 될 것을 두고 쓰인 말이다.

### 배포판
2006년부터 이클립스 재단에서는 매년 6월 말에 새로운 버전을 발표할 때 여러 가지 프로젝트를 묶어서 통합 발표한다. 이클립스 플랫폼 뿐만 아니라 관련된 프로젝트들을 묶어서 발표함으로써 동시다발적으로 개발되는 오픈소스의 특성 상 서로간의 버전 충돌이 일어날 경우에 대비하기 위함이다. 최초 Calisto의 10개 프로젝트부터 시작하여 매 해마다 참여하는 프로젝트의 수가 증가하고 있다.
각 배포판의 이름은 초기에는 목성의 4대 위성 이름으로 결정되었고 최근에는 투표를 통해 결정한다.
| 버전 명칭 | 날짜             | 플랫폼 버전 | 제품              | 주요 변경사항 |
| --------- | ---------------- | ----------- | ----------------- | --- |
| N/A       | 2004년 6월 21일  | 3.0         |                   | |
| N/A       | 2005년 6월 28일  | 3.1         |                   | 자바 5 지원 추가: generics, annotations, boxing-unboxing, enums, enhanced for loop, varargs, static imports |
| Callisto  | 2006년 6월 30일  | 3.2         | Callisto 프로젝트 | |
| Europa    | 2007년 6월 29일  | 3.3         | Europa 프로젝트   | |
| Ganymede  | 2008년 6월 25일  | 3.4         | Ganymede 프로젝트 | |
| Galileo   | 2009년 6월 24일  | 3.5         | Galileo 프로젝트  | |
| Helios    | 2010년 6월 23일  | 3.6         | Helios 프로젝트   | |
| Indigo    | 2011년 6월 22일  | 3.7         | Indigo 프로젝트   | 자바 7 지원 추가 (3.7.1 sr1): Improved Type Inference for Generic Instance Creation (Diamond), Multi-catch, try-with-resources statement, Simplified Varargs Method Invocation, Strings in switch, Binary Literals and Underscores in Numeric Literals, Polymorphic Methods |
| Juno      | 2012년 6월 27일  | 3.8, 4.2    | Juno 프로젝트     | |
| Kepler    | 2013년 6월 26일  | 4.3         | Kepler 프로젝트   | |
| Luna      | 2014년 6월 25일  | 4.4         | Luna 프로젝트     | 자바 8 지원 통합; 그 이전 버전에서는 자바 8 패치 플러그인을 통해서만 이용이 가능했다. |
| Mars      | 2015년 6월 24일  | 4.5         | Mars 프로젝트     | |
| Neon      | 2016년 6월 22일  | 4.6         | Neon 프로젝트     | |
| Oxygen    | 2017년 6월 28일  | 4.7         | Oxygen 프로젝트   | Oxygen.1a의 자바 9 지원 도입, Junit 5 지원, Oxygen.3a의 자바 10 지원 도입. 다음 유닉스 기반 플랫폼 지원 중단: AIX, Solaris, HP-UX, s390. |
| Photon    | 2018년 6월 27일  | 4.8         | Photon 프로젝트   | 32비트 윈도우 및 리눅스 지원 중단. |
| 2018-09   | 2018년 9월 19일  | 4.9         | 2018-09 프로젝트  | |
| 2018-12   | 2018년 12월 19일 | 4.10        | 2018-12 프로젝트  | 자바 11 지원 추가. |
| 2019-03   | 2019년 3월 20일  | 4.11        | 2019-03 프로젝트  | |
| 2019-06   | 2019년 6월 19일  | 4.12        | 2019-06 프로젝트  | |
| 2019-09   | 2019년 9월 18일  | 4.13        | 2019-09 프로젝트  | |
| 2019-12   | 2019년 12월 18일 | 4.14        | 2019-12 프로젝트  | |
| 2020-03   | 2020년 3월 18일  | 4.15        | 2020-03 프로젝트  | |
| 2020-06   | 2020년 6월 17일  | 4.16        | 2020-06 프로젝트  | |
| 2020-09   | 2020년 9월 16일  | 4.17        | 2020-09 프로젝트  | |
| 2020-12   | 2020년 12월 16일 | 4.18        | 2020-12 프로젝트  | |
| 2021-03   | 2021년 3월 17일  | 4.19        | 2021-03 프로젝트  | |
| 2021-06   | 2021년 6월 16일  | 4.20        | 2021-06 프로젝트  | |

1. ↑  There is a 3.8 release of Eclipse Juno; it is not promoted on the main downloads page, but a packaged distribution is available for download.[18] Eclipse 3.8 provides bugfixes for Indigo & adds Java 7 support, and its maintenance was dual streamed with 4.2.[19] Features and plug-ins equivalent to a packaged distribution may be added from within the IDE.

## 아키텍처
이클립스의 기반은 리치 클라이언트 플랫폼 (RCP)으로, RCP는 아래와 같은 구성 요소로 이루어져 있다.
- 코어 플랫폼 - 플러그인을 실행하는 이클립스의 기반
- OSGi - 표준 번들링 프레임워크
- SWT (Standard Widget Toolkit) - 이식가능한 GUI 위젯 툴킷
- JFace - SWT를 이용하여 고급 컴포넌트를 구성하는 작업을 간략화 할 수 있도록 해 준다.
- 이클립스 워크벤치(Workbench) - 뷰(views), 편집기(editors), 퍼스펙티브(perspectives), 마법사(wizards)

이클립스의 GUI 위젯은 자바를 위한 위젯 툴킷인 SWT로 구현되었다. 이는 AWT나 Swing을 사용하는 다른 대다수 자바 응용 프로그램과 다른 점이다. 또한 이클립스의 사용자 인터페이스는 또 하나의 중간 GUI 계층인 JFace를 사용하여, 이는 SWT 기반의 응용 작성을 좀 더 쉽게 만들어 준다.
이클립스는 RCP를 포함한 상위의 모든 기능을 제공하기 위해, 플러그인을 사용한다. 이는 다른 자바 응용이 기능 확장 부분을 하드 코딩하는 것과는 대조적인 특징이다. 이 플러그인 메커니즘은 경량화한 소프트웨어 컴포넌트 프레임워크라할 수 있다. 플러그인 프레임워크를 활용하면, 자바가 아닌 다른 프로그래밍 언어, 예를 들면 C 언어나 파이썬 언어로 이클립스를 확장하는 것이 가능할 뿐 아니라 이클립스에서 LaTeX와 같은 조판 언어를 활용하거나, 텔넷과 같은 네트워크 응용을 실행하거나 데이터베이스 관리를 하는 것도 가능하다. 또한 플러그인 아키텍처로 개발 환경 자체를 확장하는 것도 가능하다. 예를 들어 기본으로 제공하는 CVS 지원에 더욱 향상된 형상관리 기능을 확장하는 것이 가능하다.
이클립스 SDK에는 이클립스 자바 개발 툴(Java Development Tools)이 포함되어 있는데 이는 자바 컴파일러를 내장하고 있고 자바 소스 파일 전체 모델을 제공한다. JDT를 이용하면 자바 언어 기반의 고급 리펙터링 기법과 코드 분석을 수행할 수 있다.

## 같이 보기
- 비주얼 스튜디오
- 이클립스 프로젝트 목록
- 이클립스 기반 소프트웨어 목록